# Belagerung von Poltawa
1. Phase: Schwedische Dominanz (1700–1709)
Dänischer Kriegsschauplatz (1700)
Humlebæk • Tönning I 
Livländ./ Estnischer Kriegsschauplatz (1700–1708)
Riga I • Jungfernhof • Varja • Pühhajoggi • Narva • Petschora • Düna • Rauge • Erastfer • Hummelshof • Embach • Tartu • Narva II • Wesenberg I • Wesenberg II
Ingermanländ./ Finnischer Kriegsschauplatz (ab 1701)
Archangelsk • Ladogasee • Nöteborg • Nyenschanz • Newa • Systerbäck • Petersburg • Wyborg I • Porvoo • Newa II • Koporje II • Kolkanpää
Litauisch-weißrussischer Kriegsschauplatz (1702–1706)
Vilnius • Saladen • Jakobstadt • Gemauerthof • Mitau • Grodno I • Olkieniki • Njaswisch • Klezk • Ljachawitschy
Polnischer Kriegsschauplatz (1702–1706)
Klissow • Pułtusk • Thorn • Lemberg • Warschau • Posen • Punitz • Tillendorf • Rakowitz • Praga • Fraustadt • Kalisch 
Russischer Kriegsschauplatz (1708–1709)
Grodno II • Golowtschin • Moljatitschi • Rajowka • Lesnaja • Desna • Baturyn • Koniecpol • Weprik • Opischnja • Krasnokutsk • Sokolki • Poltawa I • Poltawa II
2. Phase: Schweden in der Defensive (1710–1721)
Baltischer und Finnischer Kriegsschauplatz (bis 1714)
Riga II • Wyborg II • Pernau • Kexholm • Reval • Hogland • Pälkäne • Storkyro • Nyslott • Hanko 
Schwed./Norwegischer Kriegsschauplatz (1710–1721)
Helsingborg • Køge-Bucht • Bottnischer Meerbusen • Frederikshald I • Dynekilen-Fjord • Göteborg I • Strömstad • Trondheim • Frederikshald II • Marstrand • Ösel • Göteborg II • Södra Stäket • Grönham • Sundsvall
Norddeutscher Kriegsschauplatz (1711–1716)
Elbing • Wismar I • Lübow • Stralsund I • Greifswalder Bodden I • Stade • Rügen • Gadebusch • Altona • Tönning II • Stettin • Fehmarn • Wismar II • Stralsund II • Jasmund • Peenemünde • Greifswalder Bodden II • Stresow 
Die Belagerung von Poltawa durch ein 8000 Mann starkes schwedisches Kontingent der Hauptarmee Karls XII. im Russlandfeldzug erfolgte vom 6. April 1709 bis zur Schlacht bei Poltawa am 8. Juli 1709. Die Belagerung der Festung Poltawa endete mit dem Abzug der schwedischen Belagerer.

## Vorgeschichte
Seit Ende Februar 1709 stand die schwedische Hauptarmee zwischen dem Psjol und der Worskla, den nördlichen Nebenflüssen des Dnepr, mit dem Hauptquartier in Budischtschi nördlich der Festung Poltawa. Poltawa liegt am Fluss Worskla etwa 300 Kilometer ostsüdöstlich der heutigen ukrainischen Hauptstadt Kiew und etwa 100 Kilometer südlich der heutigen Grenze zwischen Russland und der Ukraine.
Die strategische Initiative lag inzwischen in den Händen der Russen. Karls Angriffe auf mehrere Feste Orte im Zarenreich im Winter, zum Beispiel die Erstürmung von Weprik, bei der mehr als Tausend Schweden fielen, zeigten seine Ratlosigkeit und das Fehlen eines konkreten Plans auf. Auch seine Entscheidung zur Belagerung Poltawas folgte nicht aus strategischem Kalkül, sondern aufgrund fehlender Handlungsmöglichkeiten. Ein Vormarsch nach Moskau war unmöglich, ein Rückzug nach Polen durch die russische Hauptarmee blockiert. Die eigenen Kräfte waren durch die rücksichtslose Kriegsführung im Winter, bei der Tausende Schweden erfroren, stark geschwächt. Die Erhebung der Saporoger Kosaken, das Ziel der Schweden im Zarenreich, war ebenso im Ansatz gescheitert. Ein Angriff des Osmanischen Reichs war zu dem Zeitpunkt ebenso nicht erfolgt. Peters Armee war dagegen intakt und mit frischen Kräften verstärkt worden und wartete den entscheidenden Moment ab.

## Verlauf
| \| Belagerung von Poltawa \| |
| Lage des Schlachtfeldes      |
| Belagerung von Poltawa       |

Nach dem Jahrtausendwinter begann die schwedische Armee mit den Kontingenten Iwan Masepas am 6. April 1709 mit der Belagerung der Festung Poltawa. Die Stadt Poltawa war mit Erdwällen und Palisaden befestigt und stand unter Oberbefehl von Oberst Alexei Stepanowitsch Kelin. Dieser hatte zuvor über Jahre hinweg in schwedischer Kriegsgefangenschaft verbracht und war entsprechend negativ gegen die Schweden eingestellt. Die Garnison bestand aus 4000 russischen Soldaten und wurde von 2000 Soldaten der Kosakenarmee und weiteren 2500 Einwohnern bei der Verteidigung unterstützt. Die Festung diente als Depot der russischen Armee und verfügte über ein großes Materiallager, so dass die Verteidiger über Monate hinweg versorgt waren.
Die Festung wurde im Vorfeld von den Verteidigern in Stand gesetzt und ausgebessert.
Bei den Schweden machte sich der Mangel an Versorgungsgütern bemerkbar. Es fehlte neben Nahrungsmitteln an Schießpulver für Kanonen und Musketen. Die Belagerung wurde von den Schweden auch nur halbherzig geführt. Die Schweden konzentrierten sich darauf die Blockade aufrechtzuerhalten und die Festung periodisch zu beschießen. Es erfolgten dennoch mehrere Angriffe mit Teilkräften auf die Bastionen der Festung. Diese konnten von den Belagerten unter Aufbietung aller vorhandenen Kräfte abgewehrt werden. Mehrere schwedische Kapitulationsangebote wurden von den Verteidigern abgelehnt.
Die russische Hauptarmee nahte in der Zwischenzeit und erbaute Verteidigungsstellungen fünf Kilometer vor Poltawa. Dort wurde sie vom schwedischen Hauptheer am 8. Juli 1709 angegriffen. Die Schweden erlitten dabei eine vernichtende Niederlage.

## Folgen
Nach der Schlacht von Poltawa brachen die Schweden die Belagerung ab. Die Reste der Schwedischen Armee zogen sich nach Süden zum Fluss Dnjepr zurück und wurden dort gefangen genommen.